# Botz Domonkos
Botz Domonkos (Eger, 1952 –) magyar író, újságíró, szerkesztő, művelődésszervező.

## Szakmai életrajz
1973-tól közel harminc évig a polgári repülésben dolgozott, részben ezzel párhuzamosan folytatta írói, újságírói tevékenységét. Versei, novellái hazai és határainkon túli kiadványokban, irodalmi lapokban, magazinokban, antológiákban jelennek meg. 2008-ban megalapította az Árkád Szépirodalmi és Művészeti Folyóiratot, amelynek 2011-ig szerkesztője volt. 2008-tól irodalomszervezőként tevékenykedik, irodalmi estjeivel havi rendszerességgel jelentkezik. 2011-től a Szilaj Csikó című polgári lap rovatvezetője. 2011-ben megalapította a Napkelet Kulturális Egyesületet, melynek az elnöke. 2013-tól a Lloyd Magazin budapesti munkatársa. 2014-ben megalapította a Parádsasvári Kurír c. kulturális és közéleti folyóiratot, melynek szerkesztője. A Magyar Írószövetség tagja.

## Tagságai
- Magyar Írószövetség
- Magyar Újságírók Közössége
- Berzsenyi Dániel Irodalmi és Művészeti Társaság

## Művei

### Íróként
- Elengedett kézzel – verseskötet (Hungarovox Kiadó, 2012)
- Szálkás keresztek – novelláskötet a 84. Ünnepi Könyvhétre (Hungarovox Kiadó, 2013)
- Triptichon – verseskötet – szerzőtársak: Szarka István és Varga Rudolf (Napkelet Egyesület – Kiadó, 2013)
- Amikor a bohóc felzokog – verseskötet a 85. Ünnepi Könyvhétre (Hungarovox Kiadó, 2014)
- Papírképek – novelláskötet (Hét Krajcár Kiadó, 2014)
- A helyet változatlan – CD, megzenésített versek – szerzőtárs: Dinnyés József (2014)
- A Kristály Bűvöletében – ipartörténeti dokumentumkötet (2014)
- Hegyektől ölelve – kultúrtörténeti dokumentumkötet (2014)
- Irodalmi pályaudvar – interjúkötet – társszerző Varga Rudolf (Rím Könyvkiadó, 2015)
- Irodalmi pályaudvar II. – interjúkötet – társszerző Varga Rudolf (Hungarovox Kiadó, 2016)
- Itáliai mesterek öröke – The Legacy of Italian Masters – képzőművészeti album (Rím Könyvkiadó, 2016)
- Az ártatlanság bája – novelláskötet – (Hetedhéthatár Kiadó, 2018)
- Hazátlanul – novelláskötet – (Hetedhéthatár Kiadó, 2019)
- Háttal a világnak – verseskötet (2024)

### Szerkesztőként
- Gyimesi László köszöntése c. antológia (Hungarovox Kiadó, 2013)
- Hullám – Tér c.antológia (Napkelet Egyesület – Kiadó, 2013)
- Triptichon – Külvárosi Szentháromság, verseskötet (Napkelet Egyesület – Kiadó, 2013)

### Antológiában való megjelenés
- Röpke ívek – Jubileumi antológia (Madách Társaság, 2009)
- Hullám – Tér (Napkelet Egyesület – Kiadó, 2013)
- Arcok és énekek (Rím Könyvkiadó, 2014)

## Publikációi
Versei, novellái, publicisztikai anyagai hazai és határainkon túli irodalmi lapokban (Hitel, Irodalmi Jelen, Kráter, Bécsi Napló, Szőrös Kő, Tárogató, PoLíSz, Szegedi Lap, Búvópatak, Szózat, Napút, Folyó, Librarius, stb.) folyóiratokban, magazinokban, antológiákban olvashatók.